# John Hardy (cầu thủ bóng đá)
John James Hardy (10 tháng 2 năm 1899 – 1932) là một cầu thủ bóng đá người Anh từng thi đấu ở vị trí trung vệ.